# Mario Battaglini
Mario Battaglini (Rovigo, 20 de octubre de 1919 – Padua, 1 de enero de 1971) fue un jugador y entrenador italiano de rugby, considerado uno de los pioneros de este deporte en Italia. Jugador con un físico imponente, su posición preferida era la de flanker, aunque  en ocasiones jugó como segunda y apertura.
Fue uno de los primeros jugadores de rugby italianos que jugaron fuera de su país, siendo apodado en Francia Le grand Batta o bien Le roi des buteurs (El rey de los pateadores), gracias a su precisión en los golpes de castigo. Entre sus hazañas más notables se encuentra una patada a palos desde 63 metros de la línea de ensayo cuando jugaba en el Vienne.
En su honor se ha puesto el nombre al estadio municipal de rugby de Rovigo

## Carrera

### Jugador
Battaglini debutó en 1936 en el campeonato italiano de la Gioventù Italiana del Littorio, con el Rovigo.
En 1939 el equipo conquista el campeonato tras ganar en la final al Milán 14-0 con un drop y un golpe de castigo de Battaglini.
En la siguiente temporada se fue al Amatori Milano, consiguiendo rápidamente el campeonato italiano y debutando con la selección.
Volvió de nuevo al Rovigo en la temporada 1940/41, pero fue llamado a filas en la guerra mundial en el frente oriental. Regresó del frente en 1943, pudiendo jugar los tres últimos partidos del campeonato con el Amatori Milano.
Se fue posteriormente a Francia, primero en el Vienne (con los que llega hasta semifinales del campeonato francés) y luego en el Toulon. Volvió a Italia, pero esta vez cumpliendo las labores de jugador-entrenador del Rovigo, ganando tres títulos de campeón de Italia consecutivos. Además fue pieza clave en la selección.
En 1953 pasó al Treviso, de nuevo como jugador-entrenador; terminando su carrera en el Bolonia.

### Entrenador
Además de a los ya citados, posteriormente entrenaría al Fiamme Oro y al Petrarca, ambos equipos de Padua.

## Palmarés
- Campeonatos italianos: 5
Amatori Milano: 1939-40; 1942-43
Rovigo: 1950-51, 1951-52, 1952-53